# Governatorato di Assuan
Il governatorato di Assuan (arabo:  محافظة أسوان , Muhāfazat Aswān) è un governatorato dell'Egitto meridionale. Prende il nome dal suo capoluogo, Assuan.
Il territorio del governatorato si sviluppa sui due lati del corso superiore del Nilo, dal villaggio di Nag' el Ma'marîya fino al confine con il Sudan.
Nel territorio sono presenti importanti città e luoghi di interesse storico e turistico. Fra questi:
- le città di:
  - Assuan
  - Edfu
  - Kôm Ombo
- le antiche città di:
  - Nekheb
  - Nekhen
  - Abu Simbel
- l'isola di Elefantina
- la Diga di Assuan
- il Lago Nasser